# Börstelegraf
Börstelegraf, engelska stock ticker machine, är en uppfinning av bland andra Thomas Alva Edison som användes vid börshandel. Edison uppfann sin maskin 1870.